# France aux Jeux olympiques d'hiver de 2022
La France participe aux Jeux olympiques d'hiver de 2022 à Pékin en Chine du 4 au 20 février 2022. Il s'agit de sa vingt-quatrième participation à des Jeux d'hiver.
Le skieur acrobatique Kevin Rolland et la skieuse alpine Tessa Worley sont désignés le 26 janvier 2022 comme porte-drapeaux de la délégation française.
La France totalise cinq médailles d'or, principalement en biathlon, sept médailles d'argent, deux médailles de bronze, soit un total de quatorze médailles. Elle termine dixième au classement des nations.
Quentin Fillon Maillet, avec ses cinq médailles, a été nommé porte-drapeau pour la cérémonie de clôture.

## Préparation et objectifs
La France n'a pas réussi à qualifier d'équipe dans les tournois de curling et de hockey sur glace ; l'équipe de France féminine de hockey sur glace a échoué de justesse à se qualifier après une défaite en finale tournoi pré-olympique.
Aucun français ne sera aligné en luge tout comme il n'y a aucun lugeur ou lugeuse sur le circuit de la coupe du monde 2021-2022. Au contraire, Agathe Bessard en skeleton parvient elle à être classée 36e au terme de la saison 2021-2022 avec un total de 479 points ; avec le jeu des quotas par comités nationaux, cela était suffisant pour décrocher le 25e et dernier quota olympique. Cependant, la FFSG décide de ne pas la sélectionner pour la compétition pour des critères nationaux.

## Délégation
La délégation aux précédents Jeux était composée de 108 athlètes.
Le 17 janvier 2022 était une date butoir pour affecter une majeure partie des quotas aux différents comités nationaux selon les performances des sportifs pour la saison 2021-2022. Le CNOSF établit une première liste le 19 janvier avec 82 sélectionnés, suivi le 22 janvier par une liste complémentaire de cinq skieurs alpin pour prendre en compte la dernière compétition à Kitzbühel.
Le tableau suivant montre le nombre d'athlètes français dans chaque discipline:
| Sport               | Hommes       | Femmes       | Total   |
| ------------------- | ------------ | ------------ | ------- |
| Biathlon            | 6            | 6            | 12      |
| Bobsleigh           | 4            | 2            | 6 (+2)  |
| Combiné nordique    | 5            | -            | 5       |
| Curling             | Non qualifié | Non qualifié | 0       |
| Hockey sur glace    | Non qualifié | Non qualifié | 0       |
| Luge                | Non qualifié | Non qualifié | 0       |
| Patinage artistique | 3            | 1            | 4       |
| Patinage de vitesse | non qualifié | non qualifié | 0       |
| Saut à ski          | Non qualifié | 2            | 2       |
| Short-track         | 2            | 2            | 4       |
| Skeleton            | Non qualifié | Non qualifié | 0       |
| Ski acrobatique     | 8            | 5            | 13      |
| Ski alpin           | 10           | 8            | 18      |
| Ski de fond         | 8            | 5            | 13      |
| Snowboard           | 4            | 5            | 9       |
| Total               | 50           | 36           | 86 (+2) |

## Médaillés
| Sport               | Discipline        | Athlète(s)                            | Performance   | Date       |
| ------------------- | ----------------- | ------------------------------------- | ------------- | ---------- |
| Biathlon            | Individuel hommes | Quentin Fillon Maillet                | 48 min 47 s 4 | 8 février  |
| Biathlon            | Poursuite hommes  | Quentin Fillon Maillet                | 39 min 7 s 5  | 13 février |
| Biathlon            | Mass start femmes | Justine Braisaz-Bouchet               | 40 min 18 s 0 | 18 février |
| Patinage artistique | Danse sur glace   | Gabriella Papadakis Guillaume Cizeron | 226,98 points | 14 février |
| Ski alpin           | Slalom hommes     | Clément Noël                          | 1 min 44 s 09 | 16 février |

| Sport           | Discipline        | Athlète(s)                                                                   | Performance       | Date       |
| --------------- | ----------------- | ---------------------------------------------------------------------------- | ----------------- | ---------- |
| Biathlon        | Relais mixte      | Anaïs Chevalier-Bouchet Julia Simon Émilien Jacquelin Quentin Fillon Maillet | 1 h 6 min 46 s 5  | 5 février  |
| Biathlon        | Individuel femmes | Anaïs Chevalier-Bouchet                                                      | 44 min 22 s 1     | 7 février  |
| Biathlon        | Sprint hommes     | Quentin Fillon Maillet                                                       | 24 min 25 s 9     | 12 février |
| Biathlon        | Relais hommes     | Fabien Claude Émilien Jacquelin Simon Desthieux Quentin Fillon Maillet       | 1 h 20 min 17 s 6 | 15 février |
| Ski acrobatique | Big air femmes    | Tess Ledeux                                                                  | 187,50 points     | 8 février  |
| Ski alpin       | Descente hommes   | Johan Clarey                                                                 | 1 min 42 s 79     | 7 février  |
| Snowboard       | Cross femmes      | Chloé Trespeuch                                                              | 2e place          | 9 février  |

| Sport       | Discipline          | Athlète(s)                                                   | Performance      | Date       |
| ----------- | ------------------- | ------------------------------------------------------------ | ---------------- | ---------- |
| Ski alpin   | Slalom géant hommes | Mathieu Faivre                                               | 2 min 10 s 69    | 13 février |
| Ski de fond | Relais hommes       | Richard Jouve Hugo Lapalus Clément Parisse Maurice Manificat | 1 h 56 min 7 s 1 | 13 février |

## Bilan général
| Sport               |   |   |   | Total | Rang pays |
| ------------------- | - | - | - | ----- | --------- |
| Biathlon            | 3 | 4 | 0 | 7     | 2e        |
| Ski alpin           | 1 | 1 | 1 | 3     | 3e        |
| Patinage artistique | 1 | 0 | 0 | 1     | 3e        |
| Ski acrobatique     | 0 | 1 | 0 | 1     | 9e        |
| Snowboard           | 0 | 1 | 0 | 1     | 11e       |
| Ski de fond         | 0 | 0 | 1 | 1     | 7e        |
| Total               | 5 | 7 | 2 | 14    | 10e       |

| Date       |   |   |   | Total |
| ---------- | - | - | - | ----- |
| 5 février  | 0 | 1 | 0 | 1     |
| 6 février  | 0 | 0 | 0 | 0     |
| 7 février  | 0 | 2 | 0 | 2     |
| 8 février  | 1 | 1 | 0 | 2     |
| 9 février  | 0 | 1 | 0 | 1     |
| 10 février | 0 | 0 | 0 | 0     |
| 11 février | 0 | 0 | 0 | 0     |
| 12 février | 0 | 1 | 0 | 1     |
| 13 février | 1 | 0 | 2 | 3     |
| 14 février | 1 | 0 | 0 | 1     |
| 15 février | 0 | 1 | 0 | 1     |
| 16 février | 1 | 0 | 0 | 1     |
| 17 février | 0 | 0 | 0 | 0     |
| 18 février | 1 | 0 | 0 | 1     |
| Total      | 5 | 7 | 2 | 14    |

| Sexe   |   |   |   | Total |
| ------ | - | - | - | ----- |
| Hommes | 3 | 3 | 2 | 8     |
| Femmes | 1 | 3 | 0 | 4     |
| Mixte  | 1 | 1 | 0 | 2     |
| Total  | 5 | 7 | 2 | 14    |

| Noms                    | Discipline |   |   |   | Total |
| ----------------------- | ---------- | - | - | - | ----- |
| Quentin Fillon Maillet  | Biathlon   | 2 | 3 | 0 | 5     |
| Anaïs Chevalier-Bouchet | Biathlon   | 0 | 2 | 0 | 2     |
| Émilien Jacquelin       | Biathlon   | 0 | 2 | 0 | 2     |

## Résultats

### Biathlon
La France brille souvent dans les compétitions internationales avec des succès en individuel et en relais. Pour la saison 2021-2022 en coupe du monde, les bleus arrivent lancés avec chez les hommes Quentin Fillon Maillet et Émilien Jacquelin en numéro un et deux mais également Simon Desthieux dans le top 10. Chez les femmes, Justine Braisaz-Bouchet est la mieux classée en septième position du classement général avec trois autres françaises dans le top 12 (Anaïs Chevalier-Bouchet, Anaïs Bescond, Julia Simon).
La France, un des trois comités nationaux les mieux notés chez les hommes et chez les femmes, dispose du quota maximum soit 6 biathlètes par genre (tout comme la délégation norvégienne).
La liste des sélectionnés est :
- Femmes : Anaïs Bescond, Paula Botet, Justine Braisaz-Bouchet, Chloé Chevalier, Anaïs Chevalier-Bouchet, Julia Simon
- Hommes : Fabien Claude, Simon Desthieux, Quentin Fillon-Maillet, Antonin Guigonnat, Émilien Jacquelin, Éric Perrot

| Quentin Fillon Maillet | 48 min 47 s 4 | 2 (0+1+1+0) |     | 24 min 25 s 9 | 1 (1+0) |     | 39 min 7 s 5  | 0 (0+0+0+0) |     | 39 min 40 s   | 5 (1+1+0+3) | 4e  |
| Fabien Claude          | 50 min 25 s 5 | 2 (1+1+0+0) | 9e  | 25 min 41 s 6 | 3 (1+2) | 21e | 42 min 54 s 5 | 7 (3+1+1+2) | 16e | 42 min 49 s 8 | 5 (1+2+1+1) | 26e |
| Simon Desthieux        | 51 min 46 s 8 | 3 (1+2+0+0) | 17e | 25 min 45 s 2 | 2 (0+2) | 24e | 41 min 54 s 7 | 3 (2+0+0+1) | 7e  | 41 min 11 s 4 | 5 (1+2+1+1) | 16e |
| Émilien Jacquelin      | 56 min 31 s 4 | 7 (0+3+2+2) | 72e | 25 min 6 s 3  | 2 (1+1) | 9e  | 42 min 13 s 7 | 6 (2+3+0+1) | 9e  | 42 min 8 s 7  | 5 (2+1+0+2) | 22e |

| Anaïs Bescond           | 48 min 26 s   | 4 (2+1+0+1) | 30e | 21 min 53 s 1 | 1 (1+0) | 9e  | 38 min 46 s 4 | 5 (2+0+1+2) | 27e | 46 min 2 s 3  | 10 (0+2+3+5) | 29e                            |
| Justine Braisaz-Bouchet | 49 min 10 s 1 | 5 (0+2+2+1) | 40e | 23 min 18 s 4 | 3 (1+2) | 48e | -             | -           | -   | 40 min 18 s   | 4 (2+1+0+1)  | Médaille d'or, Jeux olympiques |
| Anaïs Chevalier-Bouchet | 44 min 22 s 1 | 1 (0+0+0+1) |     | 24 min 2 s    | 4 (1+3) | 68e | -             | -           | -   | 43 min 29 s 7 | 5 (2+0+2+1)  | 19e                            |
| Julia Simon             | 47 min 9 s 1  | 4 (0+0+1+3) | 21e | 22 min 40 s 3 | 3 (1+2) | 29e | 37 min 5 s 2  | 2 (0+1+1+0) | 8e  | 41 min 40 s 6 | 6 (0+1+3+2)  | 6e                             |

| Athlètes                                                                     | Épreuve | Temps             | Pénalité | Rang                               |
| ---------------------------------------------------------------------------- | ------- | ----------------- | -------- | ---------------------------------- |
| Fabien Claude Émilien Jacquelin Simon Desthieux Quentin Fillon Maillet       | Hommes  | 1 h 20 min 17 s 6 | 0+9      | Médaille d'argent, Jeux olympiques |
| Anaïs Bescond Anaïs Chevalier-Bouchet Justine Braisaz-Bouchet Julia Simon    | Femmes  | 1 h 13 min 16 s 9 | 2+10     | 6e                                 |
| Anaïs Chevalier-Bouchet Julia Simon Émilien Jacquelin Quentin Fillon Maillet | Mixte   | 1 h 6 min 46 s 5  | 3+11     | Médaille d'argent, Jeux olympiques |

### Bobsleigh
La France espère pouvoir participer à toutes les épreuves avec des chances de médailles en bobsleigh à deux,.
L'équipe peut compter en féminin sur la paire Carla Sénéchal et Margot Boch. Cette dernière a ainsi décroché le tout premier titre de championne du monde junior en tant que pilote (avec Madison Stringer en tant que pousseuse).
Chez les hommes, on suivra particulièrement l'équipage Romain Heinrich et son freineur Lionel Lefèbvre qui ont pu intégrer le top 10 dans la saison 2021/2022 . En bob à quatre, la France est représentée par Romain Heinrich, Dorian Hauterville, Alan Alais, Lionel Lefèbvre et Jérémie Boutherin.
Le 17 janvier, l'ISBF publie la liste des quotas des pilotes avec la confirmation que la France pourra envoyer un équipage pour chaque épreuve,,.
| Athlètes * : pilote                                                                 | Épreuve      | Course 1 | Course 1 | Course 2    | Course 2 | Course 3 | Course 3 | Course 4    | Course 4 | Total         | Total |
| Athlètes * : pilote                                                                 | Épreuve      | Temps    | Rang     | Temps       | Rang     | Temps    | Rang     | Temps       | Rang     | Temps         | Rang  |
| ----------------------------------------------------------------------------------- | ------------ | -------- | -------- | ----------- | -------- | -------- | -------- | ----------- | -------- | ------------- | ----- |
| Romain Heinrich* Dorian Hauterville                                                 | Bob à deux   | 59 s 93  | 16e      | 1 min 0 s 4 | 11e      | 59 s 92  | 12e      | 1 min 0 s 5 | 10e      | 3 min 59 s 94 | 12e   |
| Romain Heinrich* Dorian Hauterville Jérome Laporal Lionel Lefèbvre Thomas Delmestre | Bob à quatre | 59 s 29  | 15e      | 59 s 53     | 12e      | 59 s 29  | 13e      | 1 min 0 s 6 | 19e      | 3 min 58 s 17 | 19e   |

| Athlètes * : pilote                      | Épreuve    | Course 1     | Course 1 | Course 2     | Course 2 | Course 3     | Course 3 | Course 4     | Course 4 | Total         | Total |
| Athlètes * : pilote                      | Épreuve    | Temps        | Rang     | Temps        | Rang     | Temps        | Rang     | Temps        | Rang     | Temps         | Rang  |
| ---------------------------------------- | ---------- | ------------ | -------- | ------------ | -------- | ------------ | -------- | ------------ | -------- | ------------- | ----- |
| Margot Boch                              | Monobob    | 1 min 5 s 77 | 14e      | 1 min 5 s 51 | 4e       | 1 min 6 s 1  | 12e      | 1 min 6 s 53 | 16e      | 4 min 23 s 82 | 11e   |
| Margot Boch* Carla Sénéchal Sandie Clair | Bob à deux | 1 min 1 s 90 | 12e      | 1 min 2 s 32 | 17e      | 1 min 2 s 20 | 15e      | 1 min 1 s 97 | 10e      | 4 min 8 s 39  | 13e   |

### Combiné nordique
L'équipe de France surtout masculine a enregistré de belles performances en coupe du monde pour la saison 2021-2022, le comité pouvait prétendre à quatre quotas masculins non nominatifs (compétition olympique exclusivement masculine) ; il bénéficie également d'un quota supplémentaire distribué par la FIS en raison de son désistement dans le saut à ski.
Les coureurs éligibles pour les quotas sont Laurent Muhlethaler (22e), Antoine Gérard (37e), Mattéo Baud (46e) et Gaël Blondeau (60e).
| Athlète                                                      | Épreuve          | Saut à ski  | Saut à ski  | Saut à ski  | Ski de fond   | Ski de fond  | Total         | Total        |
| Athlète                                                      | Épreuve          | Distance    | Points      | Rang        | Temps         | Rang         | Temps         | Rang         |
| ------------------------------------------------------------ | ---------------- | ----------- | ----------- | ----------- | ------------- | ------------ | ------------- | ------------ |
| Mattéo Baud                                                  | Tremplin normal, | 127,5 m     | 103,7       | 16e         | 26 min 54 s 4 | 20e          | 29 min 18 s 4 | 21e          |
| Gaël Blondeau                                                | Tremplin normal, | 103,5 m     | 59,3        | 41e         | 27 min 20 s 8 | 26e          | 32 min 42 s 8 | 40e          |
| Antoine Gérard                                               | Tremplin normal, | 129,5 m     | 101,9       | 18e         | 26 min 20 s 4 | 11e          | 28 min 52 s 4 | 14e          |
| Laurent Muhlethaler                                          | Tremplin normal, | 123,5 m     | 96,9        | 24e         | 27 min 27 s 6 | 27e          | 30 min 19 s 6 | 26e          |
| Mattéo Baud                                                  | Grand tremplin,  | 97,5 m      | 111,3       | 12e         | 25 min 42 s   | 25e          | 27 min 9 s    | 18e          |
| Gaël Blondeau                                                | Grand tremplin,  | 91,0 m      | 91,3        | 30e         | 25 min 56 s 3 | 27e          | 28 min 43 s 3 | 31e          |
| Antoine Gérard                                               | Grand tremplin,  | Disqualifié | Disqualifié | Disqualifié | Non qualifié  | Non qualifié | Non qualifié  | Non qualifié |
| Laurent Muhlethaler                                          | Grand tremplin,  | 94,0 m      | 102,4       | 21e         | 26 min 24 s 6 | 31e          | 28 min 26 s 6 | 28e          |
| Mattéo Baud Gaël Blondeau Antoine Gérard Laurent Muhlethaler | Par équipes,     | 493,5 m     | 410,0       | 5e          | 51 min 33 s 1 | 6e           | 53 min 0 s 1  | 5e           |

### Patinage artistique
La France n'a réussi à engranger que trois tickets olympiques : deux hommes en compétition individuelle et un couple en danse sur glace. La France ne pourra donc pas s'aligner sur l'épreuve par équipe.
Lors des championnats du monde en mars 2021, Kevin Aymoz avait pu accrocher le top 10 et les danseurs  	Gabriella Papadakis / Guillaume Cizeron ont pu rentrer dans les critères de qualification,.
Adam Siao Him Fa décroche le troisième ticket distribué à la suite du trophée Nebelhorn, faisant office d'épreuve de repêchage, en prenant la deuxième place du concours masculin derrière l’Américain Vincent Zhou.
| Athlète                               | Épreuve           | Programme court Danse originale | Programme court Danse originale | Programme libre Danse libre | Programme libre Danse libre | Total     | Total                          |
| Athlète                               | Épreuve           | Points                          | Rang                            | Points                      | Rang                        | Points    | Rang                           |
| ------------------------------------- | ----------------- | ------------------------------- | ------------------------------- | --------------------------- | --------------------------- | --------- | ------------------------------ |
| Kevin Aymoz                           | Individuel hommes | 93,00                           | 10e                             | 161,80                      | 15e                         | 254,80    | 12e                            |
| Adam Siao Him Fa                      | Individuel hommes | 86,74                           | 14e                             | 163,41                      | 13e                         | 250,15    | 14e                            |
| Gabriella Papadakis Guillaume Cizeron | Danse sur glace   | 90,83 WR                        | 1er                             | 136,15                      | 1er                         | 226,98 WR | Médaille d'or, Jeux olympiques |

### Patinage de vitesse sur piste courte
La France sécurise quatre quotas pour la compétition à la suite de la Coupe du monde 2021-2022. Le relais féminin, pourtant vice-champion du monde, ne parvient pas à se qualifier après la blessure de Aurélie Monvoisin.
Si les quotas ne sont pas nominatifs, les patineurs qui ont enregistré les meilleures performances sur la saison, sont pressentis pour faire partie de la délégation : Tifany Huot-Marchand, Gwendoline Daudet, Sébastien Lepape et Quentin Fercoq. Ceux-ci seront aussi alignés pour l'épreuve de relais par équipes mixtes.
| Athlète                                                                | Épreuve              | Série          | Série       | Quart de Finale | Quart de Finale | Demi-finale | Demi-finale | Finale Finale B | Finale Finale B |
| Athlète                                                                | Épreuve              | Temps          | Rang        | Temps           | Rang            | Temps       | Rang        | Temps           | Rang            |
| ---------------------------------------------------------------------- | -------------------- | -------------- | ----------- | --------------- | --------------- | ----------- | ----------- | --------------- | --------------- |
| Quentin Fercoq                                                         | 500 m hommes         | 40 s 548       | 4e          | Éliminé         | Éliminé         | Éliminé     | Éliminé     | Éliminé         | Éliminé         |
| Sébastien Lepape                                                       | 500 m hommes         | 42 s 081       | 2e          | 46 s 814        | 5e              | Éliminé     | Éliminé     | Éliminé         | Éliminé         |
| Quentin Fercoq                                                         | 1 000 m hommes       | 1 min 23 s 917 | 2e          | 1 min 24 s 411  | 3e              | Éliminé     | Éliminé     | Éliminé         | Éliminé         |
| Sébastien Lepape                                                       | 1 000 m hommes       | 1 min 26 s 069 | 4e          | Éliminé         | Éliminé         | Éliminé     | Éliminé     | Éliminé         | Éliminé         |
| Quentin Fercoq                                                         | 1 500 m hommes       | Non disputé    | Non disputé | 2 min 15 s 347  | 4e              | Éliminé     | Éliminé     | Éliminé         | Éliminé         |
| Sébastien Lepape                                                       | 1 500 m hommes       | Non disputé    | Non disputé | 2 min 41 s 547  | 5e              | Éliminé     | Éliminé     | Éliminé         | Éliminé         |
| Gwendoline Daudet                                                      | 500 m femmes         | 54 s 758       | 4e          | Éliminée        | Éliminée        | Éliminée    | Éliminée    | Éliminée        | Éliminée        |
| Tifany Huot-Marchand                                                   | 500 m femmes         | 54 s 758       | 4e          | Éliminée        | Éliminée        | Éliminée    | Éliminée    | Éliminée        | Éliminée        |
| Gwendoline Daudet                                                      | 1 000 m femmes       | 1 min 31 s 734 | 3e          | Éliminée        | Éliminée        | Éliminée    | Éliminée    | Éliminée        | Éliminée        |
| Tifany Huot-Marchand                                                   | 1 000 m femmes       | Pénalité       | Pénalité    | Éliminée        | Éliminée        | Éliminée    | Éliminée    | Éliminée        | Éliminée        |
| Gwendoline Daudet                                                      | 1 500 m femmes       | Non disputé    | Non disputé | 2 min 23 s 607  | 6e              | Éliminée    | Éliminée    | Éliminée        | Éliminée        |
| Tifany Huot-Marchand                                                   | 1 500 m femmes       | Non disputé    | Non disputé | 2 min 23 s 784  | 6e              | Éliminée    | Éliminée    | Éliminée        | Éliminée        |
| Quentin Fercoq Sébastien Lepape Gwendoline Daudet Tifany Huot-Marchand | Relais mixte 2 000 m | Non disputé    | Non disputé | 2 min 51 s 221  | 4e              | Éliminés    | Éliminés    | Éliminés        | Éliminés        |

### Saut à ski
Au vu des performances de l'équipe de France sur le circuit 2021-2022 en coupe du monde, le comité pouvait prétendre à trois quotas non nominatifs: un masculin et deux féminins ; ces quotas avaient assurés par Valentin Foubert (117e) chez les hommes, Joséphine Pagnier (20e) et Julia Clair (22e).
Très vite, le CNOSF a écarté le quota masculin.
| Athlète           | Épreuve | Finale   | Finale   | Finale   | Finale   | Finale   | Finale   | Finale | Finale |
| Athlète           | Épreuve | 1er saut | 1er saut | 1er saut | 2e saut  | 2e saut  | 2e saut  | Total  | Total  |
| Athlète           | Épreuve | Distance | Points   | Rang     | Distance | Points   | Rang     | Points | Rang   |
| ----------------- | ------- | -------- | -------- | -------- | -------- | -------- | -------- | ------ | ------ |
| Julia Clair       | Femmes  | 64,0 m   | 43,3     | 34e      | Éliminée | Éliminée | Éliminée | 43,3   | 34e    |
| Joséphine Pagnier | Femmes  | 96,0 m   | 102,1    | 7e       | 78,5 m   | 77,4     | 22e      | 179,5  | 11e    |

### Ski acrobatique
Chez les femmes, deux skieuses ont particulièrement brillée lors de la saison 2021-2022 : Perrine Laffont, championne olympique en ski de bosses en 2018, qui après une grave chute en décembre 2021, retrouve le succès avec une victoire en coupe du monde un mois après et Tess Ledeux qui décroche deux victoires aux 26e X Games sur les deux disciplines slopestyle et big air Ski freestyle "Je n'ai jamais aussi bien skié de ma vie" : un nouveau titre pour Tess Ledeux en slopestyle aux X-Games ! avec notamment un saut 1620° inédit .
Chez les hommes, Benjamin Cavet est le vice-champion du monde en titre en ski de boss tandis que sur la discipline de ski-cross, Bastien Midol et Terence Tchiknavorian comptent sept podiums à eux deux en 6 courses.
La liste des sélectionnés est : 
- Chez les femmes : Camille Cabrol (bosses), Perrine Laffont (bosses), Jade Grillet-Aubert (ski-cross), Alizée Baron (ski-cross), Tess Ledeux (slopestyle/big air)
- Chez les hommes : Benjamin Cavet (bosses), Sacha Theocharis (bosses), Jean-Frédéric Chapuis (ski-cross), Bastien Midol (ski-cross), François Place (ski-cross), Terence Tchiknavorian (ski-cross), Kevin Rolland (halfpipe) et Antoine Adelisse (slopestyle/big air)

| Athlète          | Épreuve | Qualification | Qualification | Qualification | Qualification | Qualification | Finale   | Finale   | Finale   | Finale   | Finale                             |
| Athlète          | Épreuve | Course 1      | Course 2      | Course 3      | Meilleur      | Rang          | Course 1 | Course 2 | Course 3 | Meilleur | Rang                               |
| ---------------- | ------- | ------------- | ------------- | ------------- | ------------- | ------------- | -------- | -------- | -------- | -------- | ---------------------------------- |
| Antoine Adelisse | Hommes  | 79,50         | 66,00         | 83,75         | 163,25        | 15e           | Éliminé  | Éliminé  | Éliminé  | Éliminé  | Éliminé                            |
| Tess Ledeux      | Femmes  | 90,50         | 80,50         | 20,00         | 171,00        | 2e            | 94,50    | 93,00    | 73,25    | 187,50   | Médaille d'argent, Jeux olympiques |

| Athlète       | Épreuve | Qualification | Qualification | Qualification | Qualification | Finale   | Finale   | Finale   | Finale   | Finale |
| Athlète       | Épreuve | Course 1      | Course 2      | Meilleur      | Rang          | Course 1 | Course 2 | Course 3 | Meilleur | Rang   |
| ------------- | ------- | ------------- | ------------- | ------------- | ------------- | -------- | -------- | -------- | -------- | ------ |
| Kevin Rolland | Hommes  | 65,25         | 75,25         | 75,25         | 10e           | 54,75    | 77,25    | 79,25    | 79,25    | 6e     |

| Athlète          | Épreuve | Qualification | Qualification | Qualification | Qualification | Finale   | Finale   | Finale   | Finale   | Finale  |
| Athlète          | Épreuve | Course 1      | Course 2      | Meilleur      | Rang          | Course 1 | Course 2 | Course 3 | Meilleur | Rang    |
| ---------------- | ------- | ------------- | ------------- | ------------- | ------------- | -------- | -------- | -------- | -------- | ------- |
| Antoine Adelisse | Hommes  | Forfait       | Forfait       | Forfait       | Forfait       | Éliminé  | Éliminé  | Éliminé  | Éliminé  | Éliminé |
| Tess Ledeux      | Femmes  | 22,13         | 68,13         | 68,13         | 9e            | 72,91    | 23,08    | 28,81    | 72,91    | 7e      |

| Athlète          | Épreuve | Qualification | Qualification | Qualification | Qualification | Finale   | Finale   | Finale   | Finale   | Finale   | Finale   |
| Athlète          | Épreuve | Course 1      | Course 1      | Course 2      | Course 2      | Finale 1 | Finale 1 | Finale 2 | Finale 2 | Finale 3 | Finale 3 |
| Athlète          | Épreuve | Points        | Rang          | Points        | Rang          | Points   | Rang     | Points   | Rang     | Points   | Rang     |
| ---------------- | ------- | ------------- | ------------- | ------------- | ------------- | -------- | -------- | -------- | -------- | -------- | -------- |
| Benjamin Cavet   | Hommes  | 78,40         | 3e            | Non disputé   | Non disputé   | 77,80    | 6e       | 78,82    | 4e       | 79,44    | 4e       |
| Sacha Theocharis | Hommes  | 70,50         | 22e           | 75,41         | 8e            | 76,59    | 11e      | 73,40    | 11e      | Éliminé  | Éliminé  |
| Camille Cabrol   | Femmes  | 62,97         | 20e           | 67,76         | 10e           | 70,31    | 18e      | Éliminée | Éliminée | Éliminée | Éliminée |
| Perrine Laffont  | Femmes  | 81,11         | 2e            | Non disputé   | Non disputé   | 79,86    | 3e       | 77,62    | 5e       | 77,36    | 4e       |

| Athlète               | Épreuve | Qualification | Qualification | Huitième de finale | Quart de finale | Demi-finale | Finale A Finale B | Classement final |
| Athlète               | Épreuve | Temps         | Rang          | Rang               | Rang            | Rang        | Rang              | Classement final |
| --------------------- | ------- | ------------- | ------------- | ------------------ | --------------- | ----------- | ----------------- | ---------------- |
| Jean-Frédéric Chapuis | Hommes  | 1 min 13 s 20 | 16e           | 3e                 | Éliminé         | Éliminé     | Éliminé           | Éliminé          |
| Bastien Midol         | Hommes  | 1 min 12 s 55 | 9e            | 2e                 | 3e              | Éliminé     | Éliminé           | Éliminé          |
| François Place        | Hommes  | 1 min 12 s 83 | 11e           | 1er                | 2e              | 4e          | Finale B 4e       | 8e               |
| Terence Tchiknavorian | Hommes  | 1 min 12 s 85 | 12e           | 3e                 | Éliminé         | Éliminé     | Éliminé           | Éliminé          |
| Alizée Baron          | Femmes  | Forfait       | Forfait       | Éliminée           | Éliminée        | Éliminée    | Éliminée          | Éliminée         |
| Jade Grillet-Aubert   | Femmes  | 1 min 19 s 54 | 16e           | 2e                 | 4e              | Éliminée    | Éliminée          | Éliminée         |

### Ski alpin
Avec 17 représentants, la France envoie une des plus fortes délégations derrière la Suisse (22) et l'Autriche (20).
Alexis Pinturault, tenant du titre du gros globe de cristal sur la saison 2019-2021, arrivera pourtant fragilisé après une saison 2021-2022 où il enregistre plusieurs échecs sans aucune victoire. Clément Noël est lui plus en forme et constitue une des favoris en slalom hommes et Tessa Worley tentera de s'illustrer en géant. L'équipe de France pourra participer à l'épreuve par équipe mixte.
À la suite d'une réallocation de quota par la FIS, Maxence Muzaton intègre finalement la délégation française pour les Jeux Olympiques de Pékin en ski alpin.
Tous les sélectionnés : https://www.equipedefrance.com/article/les-selectionnes-pour-les-jeux-olympiques-dhiver-de-pekin
La sélection est composée :
- Chez les femmes : Camille Cerutti, Coralie Frasse-Sombet, Laura Gauché, Tiffany Gauthier, Romane Miradoli, Nastasia Noens, Tessa Worley, Clara Direz
- Chez les hommes : Matthieu Bailet, Johan Clarey, Mathieu Faivre, Maxence Muzaton, Clément Noël, Alexis Pinturault, Nils Allègre, Thibaut Favrot, Blaise Giezendanner, Cyprien Sarrazin

| Athlète             | Épreuve      | 1re manche   | 1re manche  | 2e manche    | 2e manche   | Finale        | Finale                              |
| Athlète             | Épreuve      | Temps        | Rang        | Temps        | Rang        | Temps         | Rang                                |
| ------------------- | ------------ | ------------ | ----------- | ------------ | ----------- | ------------- | ----------------------------------- |
| Clément Noël        | Slalom       | 54 s 30      | 6e          | 49 s 79      | 1er         | 1 min 44 s 9  | Médaille d'or, Jeux olympiques      |
| Alexis Pinturault   | Slalom       | 55 s 12      | 15e         | 51 s 3       | 20e         | 1 min 46 s 15 | 16e                                 |
| Mathieu Faivre      | Slalom géant | 1 min 3 s 1  | 3e          | 1 min 7 s 68 | 13e         | 2 min 10 s 69 | Médaille de bronze, Jeux olympiques |
| Thibaut Favrot      | Slalom géant | 1 min 3 s 12 | 5e          | 1 min 7 s 92 | 14e         | 2 min 11 s 4  | =5e                                 |
| Cyprien Sarrazin    | Slalom géant | Abandon      | Abandon     | Éliminé      | Éliminé     | Éliminé       | Éliminé                             |
| Alexis Pinturault   | Slalom géant | 1 min 3 s 99 | 11e         | 1 min 7 s 5  | 4e          | 2 min 11 s 4  | =5e                                 |
| Nils Allègre        | Super G      | Non disputé  | Non disputé | Non disputé  | Non disputé | 1 min 23 s 24 | 26e                                 |
| Matthieu Bailet     | Super G      | Non disputé  | Non disputé | Non disputé  | Non disputé | Abandon       | Abandon                             |
| Blaise Giezendanner | Super G      | Non disputé  | Non disputé | Non disputé  | Non disputé | 1 min 21 s 26 | 9e                                  |
| Alexis Pinturault   | Super G      | Non disputé  | Non disputé | Non disputé  | Non disputé | 1 min 21 s 36 | 11e                                 |
| Matthieu Bailet     | Descente     | Non disputé  | Non disputé | Non disputé  | Non disputé | 1 min 45 s 23 | 27e                                 |
| Johan Clarey        | Descente     | Non disputé  | Non disputé | Non disputé  | Non disputé | 1 min 42 s 79 | Médaille d'argent, Jeux olympiques  |
| Blaise Giezendanner | Descente     | Non disputé  | Non disputé | Non disputé  | Non disputé | 1 min 45 s    | 26e                                 |
| Maxence Muzaton     | Descente     | Non disputé  | Non disputé | Non disputé  | Non disputé | 1 min 43 s 82 | 11e                                 |
| Alexis Pinturault   | Combiné      | 1 min 45 s 4 | 11e         | Abandon      | Abandon     | Abandon       | Abandon                             |

| Athlète               | Épreuve      | 1re manche    | 1re manche  | 2e manche   | 2e manche   | Finale        | Finale   |
| Athlète               | Épreuve      | Temps         | Rang        | Temps       | Rang        | Temps         | Rang     |
| --------------------- | ------------ | ------------- | ----------- | ----------- | ----------- | ------------- | -------- |
| Nastasia Noens        | Slalom       | 54 s 68       | 24e         | 53 s 18     | 15e         | 1 min 47 s 86 | 19e      |
| Clara Direz           | Slalom géant | 1 min 0 s 24  | 23e         | 59 s 9      | 19e         | 1 min 59 s 33 | 19e      |
| Coralie Frasse Sombet | Slalom géant | 1 min 0 s 91  | 26e         | 57 s 69     | 3e          | 1 min 58 s 60 | 17e      |
| Tessa Worley          | Slalom géant | 58 s 93       | 7e          | Éliminée    | Éliminée    | Éliminée      | Éliminée |
| Laura Gauché          | Super G      | Non disputé   | Non disputé | Non disputé | Non disputé | 1 min 14 s 87 | 16e      |
| Tiffany Gauthier      | Super G      | Non disputé   | Non disputé | Non disputé | Non disputé | 1 min 16 s 20 | 28e      |
| Romane Miradoli       | Super G      | Non disputé   | Non disputé | Non disputé | Non disputé | 1 min 14 s 41 | 11e      |
| Tessa Worley          | Super G      | Non disputé   | Non disputé | Non disputé | Non disputé | 1 min 15 s 30 | 19e      |
| Camille Cerutti       | Descente     | Non disputé   | Non disputé | Non disputé | Non disputé | Abandon       | Abandon  |
| Laura Gauché          | Descente     | Non disputé   | Non disputé | Non disputé | Non disputé | 1 min 33 s 47 | 10e      |
| Tiffany Gauthier      | Descente     | Non disputé   | Non disputé | Non disputé | Non disputé | Abandon       | Abandon  |
| Romane Miradoli       | Descente     | Non disputé   | Non disputé | Non disputé | Non disputé | 1 min 33 s 93 | 13e      |
| Laura Gauché          | Combiné      | 1 min 34 s 8  | 17e         | 55 s 96     | 6e          | 2 min 30 s 4  | 8e       |
| Romane Miradoli       | Combiné      | 1 min 32 s 95 | 4e          | Abandon     | Abandon     | Abandon       | Abandon  |

| Athlètes                                                                                       | Huitième de finale    | Quart de finale         | Demi-finale         | Finale / MB         | Finale / MB |
| Athlètes                                                                                       | Adversaire Résultat   | Adversaire Résultat     | Adversaire Résultat | Adversaire Résultat | Rang        |
| ---------------------------------------------------------------------------------------------- | --------------------- | ----------------------- | ------------------- | ------------------- | ----------- |
| Clara Direz Coralie Frasse Sombet Tessa Worley Mathieu Faivre Thibaut Favrot Alexis Pinturault | Tchéquie Victoire 3-1 | Norvège Défaite 2-2 (T) | Éliminés            | Éliminés            | Éliminés    |

### Ski de fond
La meilleure chance de médailles pourrait venir du relais masculin 4 × 10 km, médaillée de bronze mondiale en 2019 et en 2021, ce même relais qui avait sourit au clan français lors des Jeux en 2014 et 2018. Le sprint masculin sera a surveiller avec la présence des fondeurs  Richard Jouve et Lucas Chanavat qui étaient montés tous deux sur l'épreuve de Lenzerheide en coupe du monde. Ce sera les quatrièmes olympiades pour Maurice Manificat.
La liste des sélectionnés est :
- chez les femmes : Coralie Bentz, Delphine Claudel, Flora Dolci, Mélissa Gal, Léna Quintin
- chez les hommes : Adrien Backscheider, Lucas Chanavat, Renaud Jay, Richard Jouve, Hugo Lapalus, Jules Lapierre, Maurice Manificat, Clément Parisse

| Athlète                                                      | Épreuve                   | Classique     | Classique   | Libre         | Libre       | Total             | Total                               |
| Athlète                                                      | Épreuve                   | Temps         | Rang        | Temps         | Rang        | Temps             | Rang                                |
| ------------------------------------------------------------ | ------------------------- | ------------- | ----------- | ------------- | ----------- | ----------------- | ----------------------------------- |
| Hugo Lapalus                                                 | Skiathlon (15 km + 15 km) | 40 min 25 s 2 | 9e          | Abandon       | Abandon     | Abandon           | Abandon                             |
| Jules Lapierre                                               | Skiathlon (15 km + 15 km) | 41 min 4 s 5  | 13e         | 38 min 45 s 3 | 10e         | 1 h 20 min 21 s 8 | 14e                                 |
| Maurice Manificat                                            | Skiathlon (15 km + 15 km) | 41 min 35 s 9 | 33e         | 38 min 49 s 4 | 12e         | 1 h 21 min 17 s 5 | 23e                                 |
| Clément Parisse                                              | Skiathlon (15 km + 15 km) | 41 min 16 s 0 | 17e         | 38 min 21 s 7 | 5e          | 1 h 20 min 7 s    | 10e                                 |
| Richard Jouve                                                | 15 km classique           | Non disputé   | Non disputé | Non disputé   | Non disputé | 41 min 56 s 6     | 49e                                 |
| Hugo Lapalus                                                 | 15 km classique           | Non disputé   | Non disputé | Non disputé   | Non disputé | 39 min 9 s 6      | 7e                                  |
| Maurice Manificat                                            | 15 km classique           | Non disputé   | Non disputé | Non disputé   | Non disputé | 39 min 49 s 7     | 12e                                 |
| Adrien Backscheider                                          | 50 km libre 30 km libre   | Non disputé   | Non disputé | Non disputé   | Non disputé | 1 h 16 min 16 s 6 | 34e                                 |
| Jules Lapierre                                               | 50 km libre 30 km libre   | Non disputé   | Non disputé | Non disputé   | Non disputé | 1 h 13 min 50 s 3 | 15e                                 |
| Maurice Manificat                                            | 50 km libre 30 km libre   | Non disputé   | Non disputé | Non disputé   | Non disputé | 1 h 12 min 30 s 3 | 10e                                 |
| Clément Parisse                                              | 50 km libre 30 km libre   | Non disputé   | Non disputé | Non disputé   | Non disputé | 1 h 12 min 1 s 5  | 7e                                  |
| Richard Jouve Hugo Lapalus Clément Parisse Maurice Manificat | Relais 4 × 10 km          | Non disputé   | Non disputé | Non disputé   | Non disputé | 1 h 56 min 7 s 1  | Médaille de bronze, Jeux olympiques |

| Athlète                                               | Épreuve                     | Classique     | Classique   | Libre         | Libre       | Total         | Total |
| Athlète                                               | Épreuve                     | Temps         | Rang        | Temps         | Rang        | Temps         | Rang  |
| ----------------------------------------------------- | --------------------------- | ------------- | ----------- | ------------- | ----------- | ------------- | ----- |
| Coralie Bentz                                         | Skiathlon (7,5 km + 7,5 km) | 25 min 5 s 8  | 40e         | 23 min 45 s 9 | 36e         | 49 min 34 s 4 | 38e   |
| Delphine Claudel                                      | Skiathlon (7,5 km + 7,5 km) | 23 min 28 s 2 | 12e         | 21 min 25 s 6 | 6e          | 45 min 31 s 5 | 9e    |
| Coralie Bentz                                         | 10 km classique             | Non disputé   | Non disputé | Non disputé   | Non disputé | 31 min 17 s 6 | 40e   |
| Mélissa Gal                                           | 10 km classique             | Non disputé   | Non disputé | Non disputé   | Non disputé | 31 min 25 s 7 | 41e   |
| Léna Quintin Delphine Claudel Flora Dolci Mélissa Gal | Relais 4 × 5 km             | Non disputé   | Non disputé | Non disputé   | Non disputé | 59 min 3 s 9  | 12e   |

| Athlète                    | Épreuve            | Qualification | Qualification | Quart de finale | Quart de finale | Demi-finale    | Demi-finale | Finale         | Finale   |
| Athlète                    | Épreuve            | Temps         | Rang          | Temps           | Rang            | Temps          | Rang        | Temps          | Rang     |
| -------------------------- | ------------------ | ------------- | ------------- | --------------- | --------------- | -------------- | ----------- | -------------- | -------- |
| Lucas Chanavat             | Individuel hommes  | 2 min 45 s 3  | 1er           | 2 min 53 s 43   | 2e              | 2 min 52 s 92  | 5e          | Éliminé        | Éliminé  |
| Renaud Jay                 | Individuel hommes  | 2 min 51 s 86 | 16e           | 3 min 35 s 80   | 6e              | Éliminé        | Éliminé     | Éliminé        | Éliminé  |
| Richard Jouve              | Individuel hommes  | 2 min 47 s 93 | 4e            | 2 min 57 s 92   | 1er             | 2 min 52 s 31  | 3e          | Éliminé        | Éliminé  |
| Richard Jouve Hugo Lapalus | Par équipes hommes | Non disputé   | Non disputé   | Non disputé     | Non disputé     | 20 min 17 s 36 | 2e          | 19 min 58 s 37 | 7e       |
| Léna Quintin               | Individuel femmes  | 3 min 24 s 19 | 31e           | Éliminée        | Éliminée        | Éliminée       | Éliminée    | Éliminée       | Éliminée |
| Mélissa Gal Léna Quintin   | Par équipes femmes | Non disputé   | Non disputé   | Non disputé     | Non disputé     | 23 min 26 s 28 | 5e          | 24 min 4 s 92  | 10e      |

### Snowboard
La France sera surtout présente en snowboard cross avec la présence de Chloé Trespeuch (3e en 2014) et Julia Pereira de Sousa (2e en 2018) ; l'épreuve mixte pourrait bien profiter aux Tricolores, médaillés aux Mondiaux en 2021
La sélection est 
- chez les femmes : Lucile Lefevre (slopestyle / big air), Julia Pereira de Sousa Mabileau (cross), Manon Petit-Lenoir (cross), Alexia Queyrel (cross) et Chloé Trespeuch (cross)
- chez les hommes : Loan Bozzolo (cross), Léo Le Blé Jaques (cross), Merlin Surget (cross), Liam Tourki (halfpipe)

| Athlète        | Épreuve | Qualification | Qualification | Qualification | Qualification | Qualification | Finale   | Finale   | Finale   | Finale   | Finale   |
| Athlète        | Épreuve | Course 1      | Course 2      | Course 3      | Meilleur      | Rang          | Course 1 | Course 2 | Course 3 | Meilleur | Rang     |
| -------------- | ------- | ------------- | ------------- | ------------- | ------------- | ------------- | -------- | -------- | -------- | -------- | -------- |
| Lucile Lefevre | Femmes  | 19,00         | 15,00         | 20,00         | 20,00         | 29e           | Éliminée | Éliminée | Éliminée | Éliminée | Éliminée |

| Athlète     | Épreuve | Qualification | Qualification | Qualification | Qualification | Finale   | Finale   | Finale   | Finale   | Finale  |
| Athlète     | Épreuve | Course 1      | Course 2      | Meilleur      | Rang          | Course 1 | Course 2 | Course 3 | Meilleur | Rang    |
| ----------- | ------- | ------------- | ------------- | ------------- | ------------- | -------- | -------- | -------- | -------- | ------- |
| Liam Tourki | Hommes, | 25,50         | 11,50         | 25,50         | 20e           | Éliminé  | Éliminé  | Éliminé  | Éliminé  | Éliminé |

| Athlète        | Épreuve | Qualification | Qualification | Qualification | Qualification | Finale   | Finale   | Finale   | Finale   | Finale   |
| Athlète        | Épreuve | Course 1      | Course 2      | Meilleur      | Rang          | Course 1 | Course 2 | Course 3 | Meilleur | Rang     |
| -------------- | ------- | ------------- | ------------- | ------------- | ------------- | -------- | -------- | -------- | -------- | -------- |
| Lucile Lefevre | Femmes  | 23,16         | 21,98         | 23,16         | 27e           | Éliminée | Éliminée | Éliminée | Éliminée | Éliminée |

| Athlète                                      | Épreuve     | Qualification | Qualification | Huitième de finale | Quart de finale | Demi-finale | Finale A Finale B | Classement final                   |
| Athlète                                      | Épreuve     | Temps         | Rang          | Rang               | Rang            | Rang        | Rang              | Classement final                   |
| -------------------------------------------- | ----------- | ------------- | ------------- | ------------------ | --------------- | ----------- | ----------------- | ---------------------------------- |
| Loan Bozzolo                                 | Hommes      | 1 min 19 s 23 | 24e           | 2e                 | 3e              | Éliminé     | Éliminé           | Éliminé                            |
| Léo Le Blé Jaques                            | Hommes      | 1 min 21 s 6  | 30e           | 2e                 | 3e              | Éliminé     | Éliminé           | Éliminé                            |
| Merlin Surget                                | Hommes      | 1 min 18 s 64 | 16e           | 2e                 | 2e              | 3e          | Finale B 1er      | 5e                                 |
| Julia Pereira de Sousa Mabileau              | Femmes      | 1 min 23 s 89 | 6e            | 1re                | 2e              | ab          | Finale B 1re      | 5e                                 |
| Manon Petit-Lenoir                           | Femmes      | 1 min 24 s 96 | 12e           | 4e                 | Éliminée        | Éliminée    | Éliminée          | Éliminée                           |
| Alexia Queyrel                               | Femmes      | 1 min 25 s 17 | 21e           | 3e                 | Éliminée        | Éliminée    | Éliminée          | Éliminée                           |
| Chloé Trespeuch                              | Femmes      | 1 min 24 s 27 | 8e            | 1re                | 2e              | 2e          | 2e                | Médaille d'argent, Jeux olympiques |
| Loan Bozzolo Julia Pereira de Sousa Mabileau | Par équipes | Non disputé   | Non disputé   | Non disputé        | 3e              | Éliminés    | Éliminés          | Éliminés                           |
| Merlin Surget Chloé Trespeuch                | Par équipes | Non disputé   | Non disputé   | Non disputé        | 4e              | Éliminés    | Éliminés          | Éliminés                           |